# Grimoald I
Grimoald I zwany Starszym (ur. ok. 615, zm. 656) – majordom Austrazji w latach prawdopodobnie od 640 lub 644 do swojej śmierci. Był synem Pepina z Landen i jego żony Idubergi.
Po śmierci Pepina w 640, Grimoald stanął na czele swojego rodu. W tym czasie Radulf, książę Turyngii, zbuntował się przeciwko Sigebertowi III, królowi Austrazji. Grimoald wziął udział w wyprawie, która zakończyła się niepowodzeniem. Niemniej jednak, Grimoald uratował życie króla i stał się jego bliskim przyjacielem. Następnie usunął majordoma Otto i objął stanowisko.
Grimoald namówił, wówczas bezdzietnego króla (Sigeberta III), by adoptował jego syna Childeberta. Sigebert jednak w końcu doczekał się syna Dagoberta, ale Grimoald obawiając się losu własnego syna wygnał młodego Dagoberta prawdopodobnie do Irlandii do klasztoru albo do szkoły katedralnej w Poitiers. Po śmierci Sigeberta, prawdopodobnie w 656, Grimoald umieścił syna na tronie.
Grimoald został obalony i stracony przez króla Neustrii Chlodwiga II, który w ten sposób zjednoczył Królestwo Franków.